# Сморчево
Сморчево (пол. Smorczewo) — село в Польщі, у гміні Дорогичин Сім'ятицького повіту Підляського воєводства.
Населення — 49 осіб (2011).
У 1975-1998 роках село належало до Білостоцького воєводства.

## Демографія
Демографічна структура станом на 31 березня 2011 року:
|          | Загалом | Допрацездатний вік | Працездатний вік | Постпрацездатний вік |
| -------- | ------- | ------------------ | ---------------- | -------------------- |
| Чоловіки | 28      | 4                  | 19               | 5                    |
| Жінки    | 21      | 2                  | 10               | 9                    |
| Разом    | 49      | 6                  | 29               | 14                   |